# Trichoniscus castanearum
Trichoniscus castanearum là một loài chân đều trong họ Trichoniscidae. Loài này được Verhoeff miêu tả khoa học năm 1952.